# Egyenlítői-guineai női labdarúgó-válogatott
Az egyenlítői-guineai női labdarúgó-válogatott képviseli Egyenlítői-Guineát a nemzetközi női labdarúgó eseményeken. A csapatot az Egyenlítői-guineai labdarúgó-szövetség szervezi és irányítja. Az egyenlítői-guineai női-válogatott szövetségi kapitánya Marcelo Frigerio.
Az egyenlítői-guineai női nemzeti csapat egyszer szerepelt világbajnokságon. 1991 óta megrendezésre kerülő Afrika-kupa kontinens-bajnokságon először 2006-ban szerepelt a legjobbak között. Azóta minden alkalommal kvalifikálta magát. 2008-ban aranyérmes, 2010-ben ezüstérmes lett. Az olimpiai játékokra még nem sikerült kijutnia.

## Nemzetközi eredmények

### Világbajnoki szereplés
| Év       | Helyszín         | Eredmény      | Hely | M | Gy | D | V | Rg | Kg | Gk | P |
| -------- | ---------------- | ------------- | ---- | - | -- | - | - | -- | -- | -- | - |
| 1991     | Kína             | nem indult    | –    | – | –  | – | – | –  | –  | –  | – |
| 1995     | Svédország       | nem indult    | –    | – | –  | – | – | –  | –  | –  | – |
| 1999     | Egyesült Államok | nem indult    | –    | – | –  | – | – | –  | –  | –  | – |
| 2003     | Egyesült Államok | nem jutott be | –    | – | –  | – | – | –  | –  | –  | – |
| 2007     | Kína             | nem jutott be | –    | – | –  | – | – | –  | –  | –  | – |
| 2011     | Németország      | csoportkör    | 15.  | 3 | 0  | 0 | 3 | 2  | 7  | -5 | 0 |
| 2015     | Kanada           |               |      |   |    |   |   |    |    |    |   |
| Összesen | Összesen         | 1 / 6         |      | 3 | 0  | 0 | 3 | 2  | 7  | -5 | 0 |

### Afrika-kupa
| Év       | Helyszín          | Eredmény      | Hely | M  | Gy | D | V | Rg | Kg | Gk | P  |
| -------- | ----------------- | ------------- | ---- | -- | -- | - | - | -- | -- | -- | -- |
| 1991     | –                 | nem indult    | –    | –  | –  | – | – | –  | –  | –  | –  |
| 1995     | –                 | nem indult    | –    | –  | –  | – | – | –  | –  | –  | –  |
| 1998     | Nigéria           | nem indult    | –    | –  | –  | – | – | –  | –  | –  | –  |
| 2000     | Dél-Afrika        | nem jutott be | –    | –  | –  | – | – | –  | –  | –  | –  |
| 2002     | Nigéria           | nem jutott be | –    | –  | –  | – | – | –  | –  | –  | –  |
| 2004     | Dél-Afrika        | nem jutott be | –    | –  | –  | – | – | –  | –  | –  | –  |
| 2006     | Nigéria           | csoportkör    |      | 3  | 0  | 1 | 2 | 5  | 9  | -4 | 1  |
| 2008     | Egyenlítői-Guinea | aranyérmes    | 1.   | 5  | 0  | 0 | 5 | 11 | 4  | 7  | 15 |
| 2010     | Dél-Afrika        | ezüstérmes    | 2.   | 5  | 3  | 1 | 1 | 11 | 8  | 3  | 10 |
| 2012     | Egyenlítői-Guinea | bejutott      | –    | –  | –  | – | – | –  | –  | –  | –  |
| Összesen | Összesen          | 4 / 10        |      | 13 | 8  | 2 | 3 | 27 | 21 | 6  | 26 |

### Olimpiai szereplés
| Év       | Helyszín       | Eredmény      | Hely | M | Gy | D | V | Rg | Kg | Gk | P |
| -------- | -------------- | ------------- | ---- | - | -- | - | - | -- | -- | -- | - |
| 1996     | Atlanta        | nem indult    | –    | – | –  | – | – | –  | –  | –  | – |
| 2000     | Sydney         | nem indult    | –    | – | –  | – | – | –  | –  | –  | – |
| 2004     | Athén          | nem jutott be | –    | – | –  | – | – | –  | –  | –  | – |
| 2008     | Peking         | nem jutott be | –    | – | –  | – | – | –  | –  | –  | – |
| 2012     | London         | kizárták      | –    | – | –  | – | – | –  | –  | –  | – |
| 2016     | Rio de Janeiro |               |      |   |    |   |   |    |    |    |   |
| Összesen | Összesen       | 0 / 5         |      | – | –  | – | – | –  | –  | –  | – |

## Lásd még
- Egyenlítői-guineai labdarúgó-válogatott